# 好莱坞高地中心
好莱坞高地中心（英語：Hollywood & Highland）是洛杉矶好莱坞的一处商場、娱乐综合体，位于好莱坞大道和高地大道，总面积387,000平方英尺（36,000平方）。好莱坞高地中心中有TCL中国剧院和杜比剧院（奥斯卡金像奖颁奖典礼举行地），此外还曾是好莱坞酒店所在地。中心位于好莱坞腹地、好萊塢星光大道旁侧，是洛杉矶最热门的旅游景点之一。
该综合体与埃尔卡皮坦剧院仅隔着一条好莱坞大道，从此地可望见荷里活山，以及北侧的好萊塢標誌、西侧的聖莫尼卡山和东侧的洛杉磯市中心。综合体的正中央有一个高达三层的大型庭院，灵感出自D·W·格里菲斯的电影中的巴比伦场景。开发商将电影场景一比一还原，好让参观者了解原电影中宏大的景观。
好莱坞高地中心中有超过70家商店、25家餐厅。在好莱坞大道可见到的大型零售租户有American Eagle Outfitters、Forever 21和丝芙兰。此外，综合体中还有Lucky Strike Lanes保龄球场、一个有六间放映厅的电影院和一家夜总会。包括举办奥斯卡州长舞会（Oscars Governors Ball）的大舞厅（Grand Ballroom）在内，好莱坞高地中心中共有65,000平方英尺（6,000平方）的社交场所可供聚会使用。